# علی لاریجانی
علی اردشیر لاریجانی (زادهٔ ۱۳ خرداد ۱۳۳۶) نظامی سابق و سیاستمدار ایرانی است که از سال ۱۴۰۴ به‌عنوان دبیر شورای عالی امنیت ملی فعّالیت می‌کند. او همچنین مشاور رهبر جمهوری اسلامی ایران و عضو شورای عالی انقلاب فرهنگی است. وی از خرداد ۱۳۸۷ تا خرداد ۱۳۹۹ نمایندهٔ قم و پنجمین رئیس مجلس شورای اسلامی بود. لاریجانی خود را متعلق به جناح اصول‌گرایان می‌داند، با این حال عضو حزب مشخصی نیست.
او متولد خانواده لاریجانی در نجف، عراق و دانش‌آموختهٔ کارشناسی علوم رایانه از دانشگاه صنعتی شریف و کارشناسی ارشد و دکتری فلسفه از دانشگاه تهران است. لاریجانی از ۱۳۶۰ تا ۱۳۶۱ رئیس واحد مرکزی خبر بود و از ۱۳۶۱ به عضویت سپاه پاسداران انقلاب اسلامی درآمد. او از ۱۳۶۱ تا ۱۳۶۲ معاون امور مجلس وزیر کار و امور اجتماعی و در سال ۱۳۶۲ نیز برای مدتی معاون حقوقی و امور مجلس وزیر پست، تلگراف و تلفن بود. وی از سال ۱۳۶۵ تا ۱۳۶۸ معاونت حقوقی و امور مجلس وزارت سپاه پاسداران را برعهده داشت و از ۱۳۶۸ تا ۱۳۷۱ به‌عنوان جانشین رئیس ستاد مشترک سپاه پاسداران فعالیت می‌کرد.
لاریجانی در دولت پنجم، از ۱۳۷۱ تا ۱۳۷۲ وزیر فرهنگ و ارشاد اسلامی بود و برای مدت بیش از یک دهه، در فاصله سال‌های ۱۳۷۲ تا ۱۳۸۳ ریاست سازمان صدا و سیما را برعهده داشت. او از سال ۱۳۸۴ تا ۱۳۸۶ به‌عنوان دبیر شورای عالی امنیت ملی فعالیت می‌کرد. لاریجانی که از ۱۲ خرداد ۱۳۸۷ در دوره هشتم ریاست و نمایندگی قم در مجلس شورای اسلامی را برعهده داشت، در انتخابات سال ۱۳۹۸ مجلس شورای اسلامی نامزد نشد.
در مهر ۱۴۰۱، دولت کانادا نام او را به‌عنوان یکی از ۱۷ فرد و سه نهادی که در نقض جدی حقوق بشر، از جمله علیه زنان ایرانی، مشارکت داشته یا در انتشار اطلاعات نادرست برای توجیه سرکوب و آزار و اذیت شهروندان ایرانی مشارکت داشته‌اند در نظر گرفت و او را تحریم کرد.

## ابتدای زندگی و تحصیلات

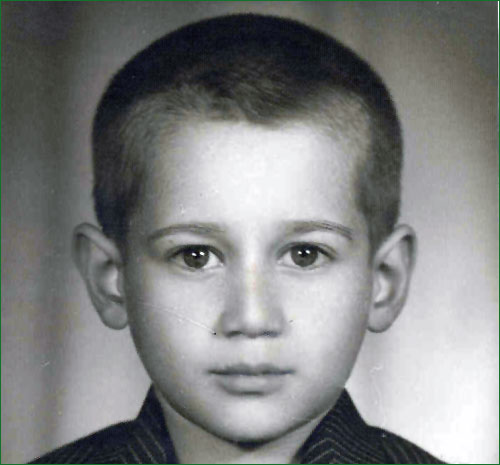
علی لاریجانی در هفت‌سالگی

علی اردشیر لاریجانی در تاریخ ۱۳ خرداد ۱۳۳۶ در شهر نجف، عراق زاده شد. وی فرزند روحانی شیعه میرزا هاشم آملی و داماد مرتضی مطهری است. خانواده وی اهل منطقه لاریجان، آمل هستند و پیش از تولد وی، پدرش مدتی برای تحصیل در حوزه علمیه نجف، به کشور عراق نقل مکان کرده بود و وی نیز در آن جا به دنیا آمد. او چهار برادر به نام‌های محمد جواد، صادق، باقر و فاضل دارد و خواهرش نیز همسر مصطفی محقق داماد است. احمد توکلی نماینده ادوار پیشین مجلس و عضو مجمع تشخیص مصلحت نظام؛ پسرِ دخترخالهٔ او است. علی لاریجانی دارای چهار فرزند با نام‌های فاطمه، سارا، مرتضی و محمدرضاست.

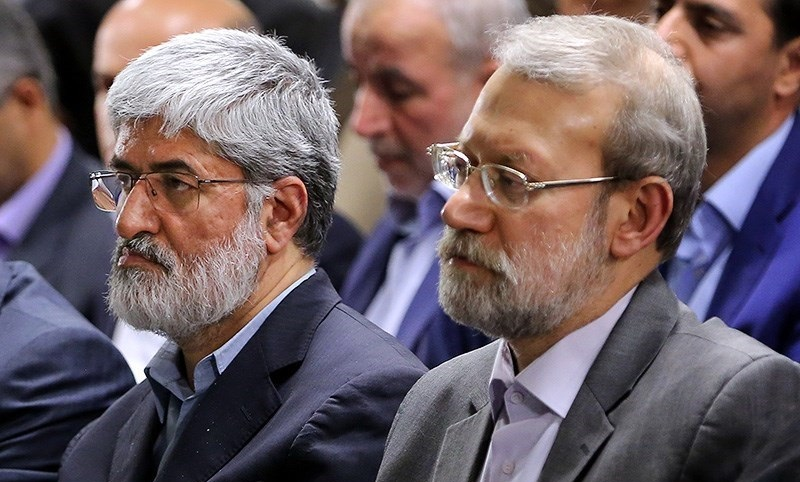
علی لاریجانی داماد مرتضی مطهری

علی لاریجانی تحصیلات ابتدایی و متوسطه تا دریافت مدرک دیپلم متوسطه را در شهر قم سپری کرد و پس از قبولی در آزمون کنکور سراسری، در سال ۱۳۵۴ تحصیل در مقطع کارشناسی رشتهٔ علوم رایانه را در دانشگاه صنعتی شریف آغاز کرد و در سال ۱۳۵۸ موفق به دریافت کارشناسی رایانه از این دانشگاه گردید. وی به توصیهٔ مرتضی مطهری برای ادامه تحصیل رشته فلسفه را انتخاب کرد و کارشناسی ارشد و دکتری خود را در رشتهٔ فلسفه از دانشگاه تهران اخذ نمود. لاریجانی دارای تألیفاتی در چند حوزه مختلف است که از جمله آن ۳ کتاب در زمینه فلسفه کانت و ۱۵ مقاله پژوهشی در موضوعات مختلف علمی است. او اکنون دانشیار رشتهٔ فلسفه در دانشکده ادبیات و علوم انسانی دانشگاه تهران است.

## فعالیت‌های آغازین
وی پس از وقوع انقلاب ۱۳۵۷ فعالیت در سازمان صدا و سیما را آغاز کرد و بلافاصله پس از ورود، به‌عنوان مدیرکل برون مرزی و دفتر مرکزی خبر سازمان صداوسیما مشغول به کار شد. او در فاصله سال‌های ۱۳۶۰ تا ۱۳۶۱ به‌عنوان رئیس واحد مرکزی خبر سازمان صدا و سیما فعالیت می‌کرد. لاریجانی از ۱۳۶۱ تا ۱۳۶۲ معاون امور مجلس وزیر کار و امور اجتماعی، در سال ۱۳۶۲ مدتی معاون حقوقی و امور مجلس وزیر پست، تلگراف و تلفن و از سال ۱۳۶۵ تا ۱۳۶۸ معاون حقوقی و امور مجلس وزارت سپاه پاسداران را عهده‌دار بود. از ۱۳۶۸ تا ۱۳۷۱ او جانشین رئیس ستاد مشترک سپاه پاسداران بود.

## وزارت فرهنگ و ارشاد اسلامی
در سال ۱۳۷۱ و در زمان ریاست‌جمهوری هاشمی رفسنجانی، در پی استعفای سید محمد خاتمی از وزارت ارشاد، لاریجانی به‌عنوان وزیر فرهنگ و ارشاد اسلامی انتخاب شد و تا ۱۳۷۲ برای مدت بیش از یک سال، در این جایگاه فعالیت کرد. او در سال ۱۳۷۲ با حکم سید علی خامنه‌ای، رهبر جمهوری اسلامی، به‌عنوان رئیس سازمان صدا و سیما منصوب گردید و تا سال ۱۳۸۳ برای مدت ۱۱ سال مدیریت این سازمان را برعهده داشت..
وی از مخالفان ممنوعیت خرید و فروش و نگهداری دستگاه ویدیو بود و در دوران کوتاه وزارتش، این ممنوعیت را با تأسیس مؤسسه‌ای برای توزیع فیلم‌های مجاز شکست.

## ریاست صدا و سیما
وی برای مدت بیش از ۱۰ سال، ریاست سازمان صدا و سیما را برعهده داشت و در این مدت تغییرات زیادی را در این سازمان به‌وجود آورد. در طی این دوران تعداد شبکه‌های تلویزیونی، از ۳ شبکه، به ۷ شبکه رسید. در پایان دوران ریاست او بر این سازمان، ۷ شبکهٔ تلویزیونی، ۸ شبکهٔ رادیویی ملی و سراسری، ۳۰ شبکهٔ رادیویی استانی، ۴ شبکهٔ تلویزیونی استانی و ۷ شبکهٔ تلویزیونی جهانی، توسط صدا و سیما اداره می‌شد. علاوه بر این شبکه‌ها، روزنامهٔ جام جم و شرکت تولید فیلم سیما فیلم نیز در دوران مدیریت وی توسط سازمان صدا و سیما تأسیس گردید. با وجود آنکه رئیس سازمان صدا و سیما به‌عنوان یکی از اعضای هیئت دولت فعالیت می‌کرد، اما سیدمحمد خاتمی، رئیس‌جمهور وقت، در دولت‌های هفتم و هشتم، از ورود لاریجانی به جلسات هیئت دولت، ممانعت به عمل آورد.

### ایجاد شبکه و مجموعه‌های تلویزیونی
در زمان فعالیت لاریجانی در صدا و سیما شبکه‌های مختلف تلویزیونی و رادیویی از جمله شبکه تهران، رادیو معارف، شبکه قرآن، العالم، الکوثر، شبکه خبر، شبکه‌های سه‌گانه جهانی جام جم و چند شبکه استانی از جمله شبکه اصفهان راه‌اندازی شد و سریال‌هایی نظیر ولایت عشق، تنهاترین سردار، مردان آنجلس، مریم مقدس، روشنتر از خاموشی، شیخ بهائی، کیف انگلیسی، شب دهم، در چشم باد و سریال به یاد ماندنی خانه سبز ساخته شد و همچنین همایش چهره‌های ماندگار، تأسیس روزنامه جام جم، توسعه فعالیت‌های چند رسانه‌ای شخصیت بخشی و گسترش مراکز صدا وسیما در استانها در زمان وی ایجاد شد و رخ داد.

### منتقدان
منتقدان عملکرد لاریجانی در صدا و سیما معتقدند که دولت خاتمی و مجلس ششم در تمام دوران خود نه تنها از رسانه ملی محروم بودند بلکه آن را در مقابل خود می‌دیدند.
عبدالله رمضان‌زاده سخنگوی دولت خاتمی می‌گوید: «روزی آقای محمود احمدی‌نژاد که شهردار تهران بودند پل عابر پیاده برقی میدان هفت تیر را افتتاح کردند که حدود ۴۰ میلیون تومان در یک مدت زمان طولانی صورت گرفت که البته همین هم نیازمند انجام تحقیق و تفحص است و همان روز آقای عارف کارخانه توربین سازی نیروگاه‌های ما را در کرج با هزینه‌ای بالغ بر ۲۰۰ میلیارد تومان افتتاح کردند و ایران به جمع ۱۰ کشور صاحب این فناوری پیوست؛ ولی صدا و سیما از پل عابر پیاده ۴۰ میلیون تومانی شهردار احمدی‌نژاد ۱۵ دقیقه در ۵ بخش خبری پخش کرد و پروژه ۲۰۰ میلیارد تومانی را که معاون اول رئیس‌جمهوری افتتاح کرد در ۴۵ ثانیه و در ۴ بخش خبری پوشش داد… از این مصادیق بسیار است و به‌طور مثال در عسلویه ۲۰۰ میلیارد دلار هزینه شد که تمام آن در دولت آقای خاتمی اتفاق افتاد ولی چه کسی از آن اطلاع دارد.»

### برنامه هویت
در سال ۱۳۷۵ برنامه هویت از شبکه یک سیما پخش شد و در آن بسیاری از اندیشمندان، مورد افتراء قرار گرفتند و اعترافات تلویزیونی بسیاری از آنان در این برنامه، پخش گردید. احمد پورنجاتی، معاون وقت سازمان صدا و سیما گفته که این برنامه «بازار مشترک» وزارت اطلاعات و سازمان صدا و سیما بوده که با «اصرار» لاریجانی پخش شد. همچنین به گفتهٔ پورنجاتی، لاریجانی و سعید امامی برای ساخت این برنامه با هم دیدار داشتند.
لاریجانی در پاسخ به انتقادات مطرح شده از این برنامه در دوران ریاستش بر صداوسیما گفت:
«اولاً بحثی که ما در این مجموعه مطرح کردیم، بر اساس توهین و تهدید نیست. ثانیاً بسیاری از شخصیت‌های مطرح شده، افراد مذهبی و اندیشمند نیستند، هر چند ممکن است به آن تظاهر کنند. ثالثاً در مورد اینکه می‌گویند چرا به این افراد مجال صحبت داده نمی‌شود، باید گفت؛ مگر اینها تاکنون مجال صحبت نداشتند؟ یعنی این حضرات فکر می‌کنند ما اطلاع نداریم که از کدام سفارتخانه پول می‌گیرند، که این مطالب را بنویسند.»

### تحقیق و تفحص مجلس ششم
نمایندگان مجلس ششم که اکثریت آن را اصلاح‌طلبان تشکیل می‌دادند، خواستار تحقیق و تفحص از سازمان صدا و سیما شدند، اما شورای نگهبان با این تفسیر که رهبر فوق همه قواست، مانع از تحقیق و تفحص مجلس ششم گردید. با اصرار نمایندگان، سید علی خامنه‌ای نهایتاً تحقیق و تفحص را پذیرفت و مجلس توانست تنها در ۳ موضوع شامل: میزان و نحوه هزینه کردن درآمدهای آگهی‌ها، خریدهای خارج از کشور و اهدای هدایا، تحقیق کند. گرچه به گفته نمایندگان، طرح تحقیق با کارشکنی‌های متعدد سازمان صداوسیما مواجه گردید و بیش از یکسال بطول انجامید، صداوسیما و قوه قضائیه نمایندگان را تهدید به محاکمه کرده و سرانجام پرونده تخلفات صداوسیما در مجلس هفتم، بدون پیگیری، بسته شد.
گزارش تحقیق و تفحص مجلس تنها از ۵ حساب بانکی صدا و سیما (از مجموع بیش از ۲۰۰ حساب بانکی) حاکی از تخلفات مالی به ارزش ۵٫۲۵۰ میلیارد ریال در این سازمان بود. لاریجانی تحقیق و تفحص نمایندگان را به تمسخر گرفت و آن را «کَشکی» خواند. سیدمحمد خاتمی؛ رئیس‌جمهور وقت و اکبر اعلمی؛ رئیس هیئت نظارت بر صداوسیما، در بیانیه‌های جداگانه‌ای، به این اقدام لاریجانی اعتراض کردند.
نمایندگان در بیانیه‌ای که در آخرین روزهای عمر مجلس ششم منتشر گردید، خواستار پیگیری و رسیدگی به گزارش تحقیق و تفحص، توسط یک قاضی «خداترس، عادل و بی‌طرف» شدند. قوه قضائیه هیچگاه به این گزارش رسیدگی نکرد و مجلس اصولگرای هفتم نیز علاقه‌ای به پیگیری آن نداشت.

## انتخابات ریاست‌جمهوری نهم
علی لاریجانی در انتخابات نهمین دوره انتخابات ریاست‌جمهوری ایران که در سال ۱۳۸۴ برگزار گردید، به‌عنوان نامزد ریاست‌جمهوری شرکت کرد. او در این انتخابات شکست خورد و در بین ۷ کاندیدا، در رتبه ششم قرار گرفت.

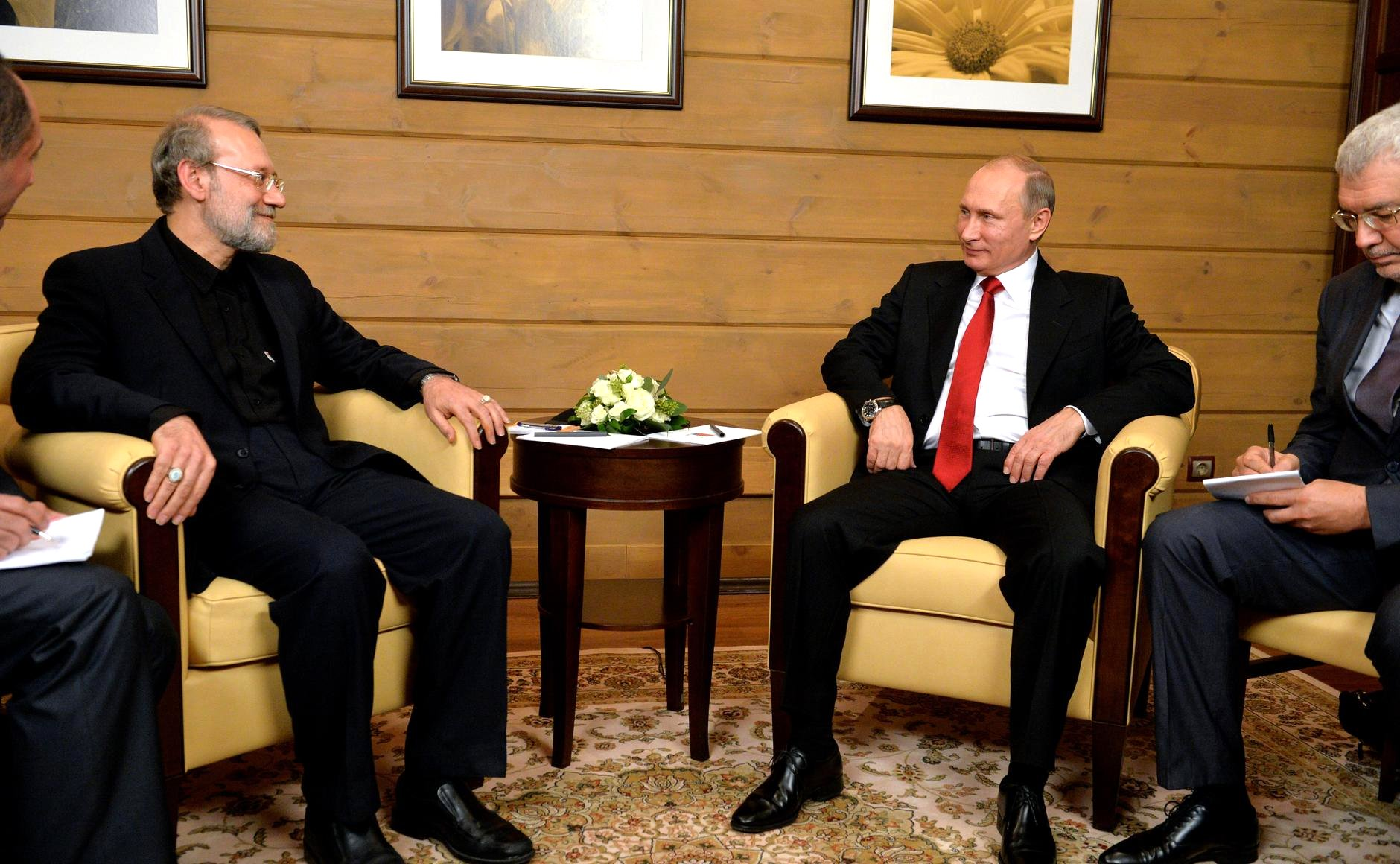
ولادیمیر پوتین و علی لاریجانی

## شورای عالی امنیت ملی
لاریجانی که پس از پایان دوران ریاستش بر صداوسیما، همچنان عضو مجمع تشخیص مصلحت نظام و شورای عالی انقلاب فرهنگی بود، در خردادماه ۱۳۸۳ با حکم سید علی خامنه‌ای به‌عنوان نمایندهٔ رهبر در شورای عالی امنیت ملی منصوب گردید. وی کمتر از ۲ ماه بعد، در مردادماه ۱۳۸۴ به‌عنوان دبیر شورای عالی امنیت ملی انتخاب شد. در سال ۱۳۸۶ پس از چندین بار درخواست او برای استعفاء از دبیری شورای عالی امنیت ملی، در مهرماه ۱۳۸۶ این درخواست پذیرفته شد و مسئولیت ۲۶ ماههٔ او در این جایگاه، پایان یافت. در آن زمان که محمود احمدی‌نژاد پرونده هسته‌ای ایران را در شورای امنیت سازمان ملل پایان یافته دانسته بود، علی لاریجانی در میان راه مذاکرات خود با خاویر سولانا قرار داشت. ماجرای استعفای او پس از دیدار ولادیمیر پوتین از ایران و دیدار او با سید علی خامنه‌ای رخ داد. برخی رسانه‌ها، فشار احمدی‌نژاد به برکناری لاریجانی را علت استعفای وی می‌دانند. فشاری که به دلیل ارتباط بدون هماهنگی لاریجانی با سولانا، بدون اطلاع احمدی‌نژاد، ایجاد شده بود.
لاریجانی بعدها دربارهٔ استعفای خود گفت:
من حس می‌کردم یک نوع اختلاف جدی مدیریتی با آقای احمدی‌نژاد دارم. مسائل استراتژیک کشور با تانی و حساب شده پیش برود و احتیاج دارد همه بخش‌های مختلف همگرایی داشته باشد. کارهای لحظه‌ای نمی‌تواند صدق کند و برای کشور مشکلاتی ایجاد می‌کند. تا یک مدتی تحمل بود و بحث می‌کردیم اما از یک زمانی به بعد، من دیدم به هر حال ایشان رئیس‌جمهور است و حق دارد و لزومی ندارد که بنده مزاحم ایشان باشم.
استعفای وی بازتاب گسترده‌ای در رسانه‌ها داشت.

## ریاست مجلس

### مجلس هشتم

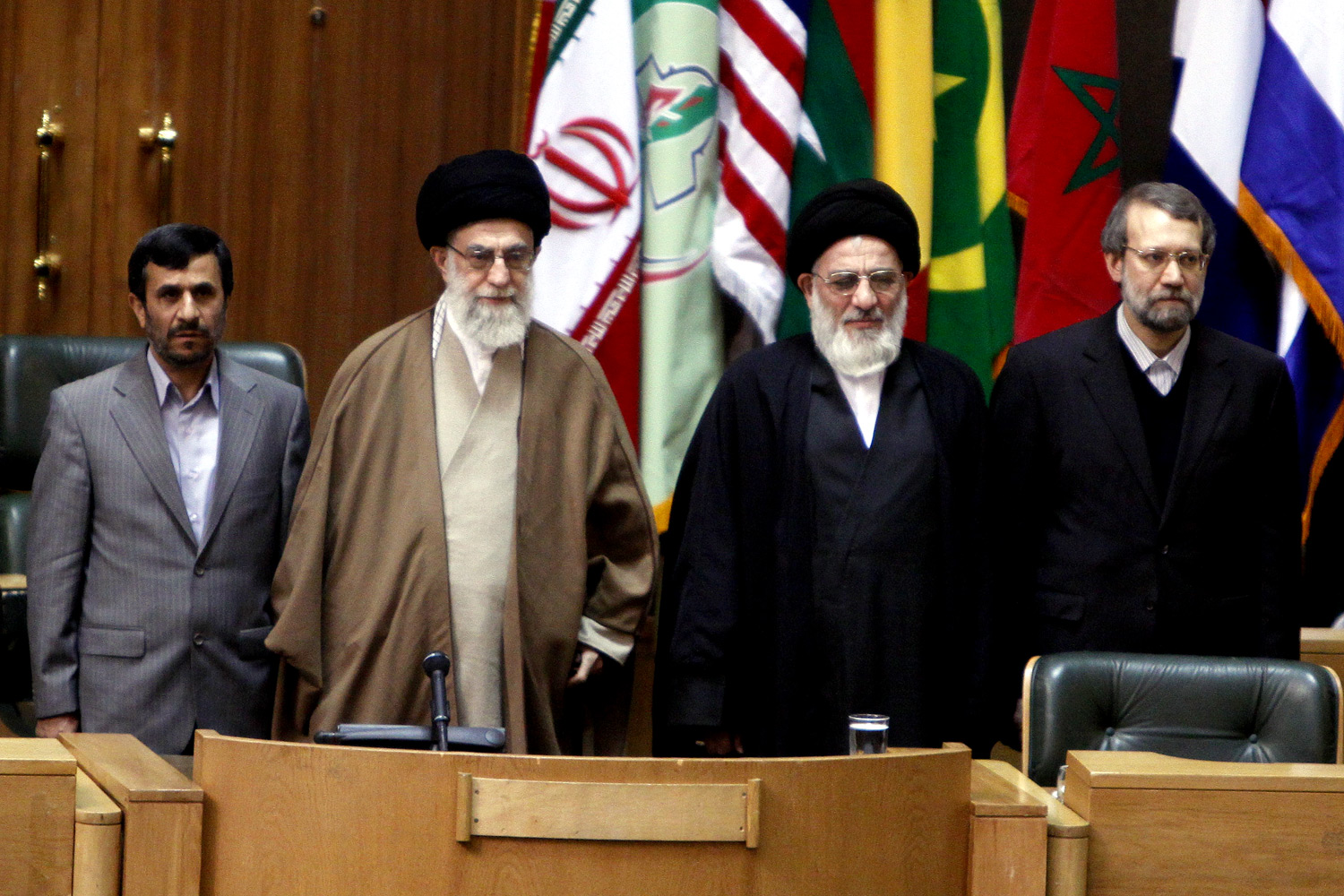
علی لاریجانی در کنار هاشمی شاهرودی، سید علی خامنه‌ای و محمود احمدی‌نژاد در زمان ریاست مجلس هشتم

علی لاریجانی در انتخابات مجلس هشتم، به‌عنوان نماینده قم به مجلس شورای اسلامی راه یافت و در چهارمین جلسه علنی مجلس هشتم، با کسب اکثریت آرا برای یک سال، به‌عنوان رئیس هشتمین دوره مجلس شورای اسلامی انتخاب شد. او که تنها نامزد ریاست مجلس بود، موفق به کسب ۲۳۷ رأی، از مجموع ۲۶۰ رأی مأخوذه شد. در این انتخابات، از مجموع آرای ریخته شده به گلدان‌ها، شمار ۲۲ رأی، سفید بود. او پیش از این از سوی اصولگرایان، جناح اکثریت مجلس، برای نامزدی ریاست مجلس برگزیده شده بود. لاریجانی توانسته بود رقیبش؛ غلامعلی حداد عادل؛ رئیس مجلس هفتم را، در انتخابات داخلی فراکسیون اصول‌گرایان مجلس، با اخذ ۱۶۱ رأی، در مقابل ۵۰ رأی، شکست دهد.
لاریجانی در دوره ریاست خود بر مجلس هشتم، مرکز تحقیقات اسلامی مجلس شورای اسلامی را در شهر قم تأسیس کرد. این مرکز، نهادی پژوهشی، وابسته به مجلس شورای اسلامی است، که با هدف تطبیق قوانین مصوب مجلس، با دستورها و احکام شرعی، فعالیت می‌کند.
علی لاریجانی طولانی‌ترین دوره ریاست مجلس شورای اسلامی ایران را داراست.

### مجلس نهم

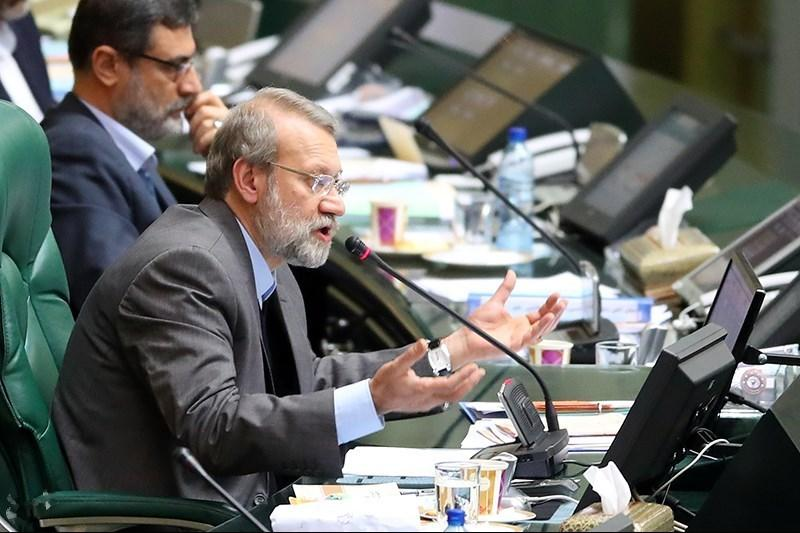
لاریجانی در جایگاه ریاست مجلس

علی لاریجانی به‌عنوان نماینده اول قم، وارد مجلس نهم شد و توانست با کسب ۱۷۳ رای، از مجموع ۲۷۵ رای به ریاست مجلس نهم برسد. در ابتدای این دوران، تنش میان او و دولت دهم به ریاست محمود احمدی‌نژاد بالا گرفت. در ماه‌های آخر این دوره فرایند بررسی توافقه برجام در مجلس انجام شد. در تاریخ ۲۱ مهر ۱۳۹۴ که قرار بود شروع بررسی تصویب برجام در صحن علنی مجلس انجام شود لاریجانی در سمت رئیس مجلس در ابتدا با تخلف از آیین‌نامه داخلی مجلس اجازه صحبت موافقان و مخالفان این قرارداد بین‌المللی را نداد. او سپس در عصر همان روز باز هم در تخلفی آشکار از آیین‌نامه داخلی مجلس اجازه طرح هیچ پیشنهادی در مورد جزئیات این قرارداد را نداد و این حتی برخلاف توافقات از پیش شده بین نمایندگان مجلس در این مورد خاص بود و به عنوان رئیس مجلس مستقیم برجام را به رای گذاشت و به گفته برخی نمایندگان مجلس ۲۰ دقیقه‌ای این قرارداد را در صحن علنی بررسی و به صورت نمایشی تصویب کرد.

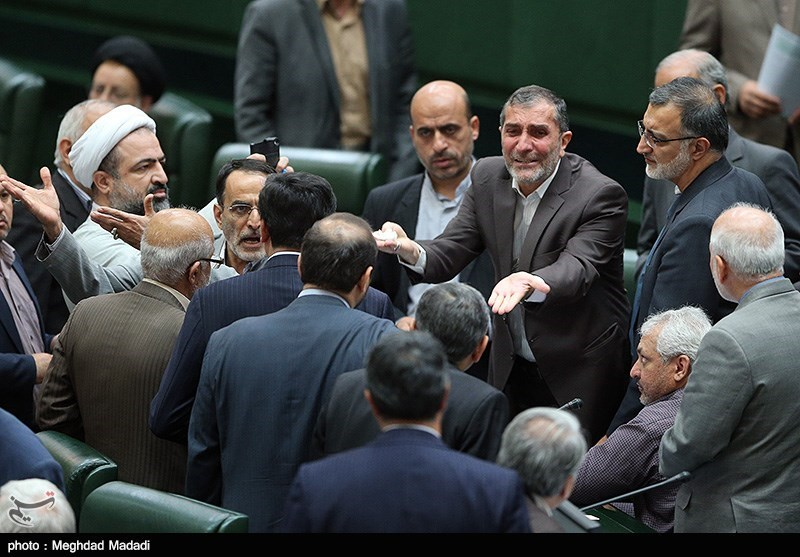
ناراحتی شدید برخی نمایندگان بابت اجازه صحبت ندادن به موافقان و مخالفان قرارداد برجام و مطرح نشدن پیشنهادهای نمایندگان در مجلس
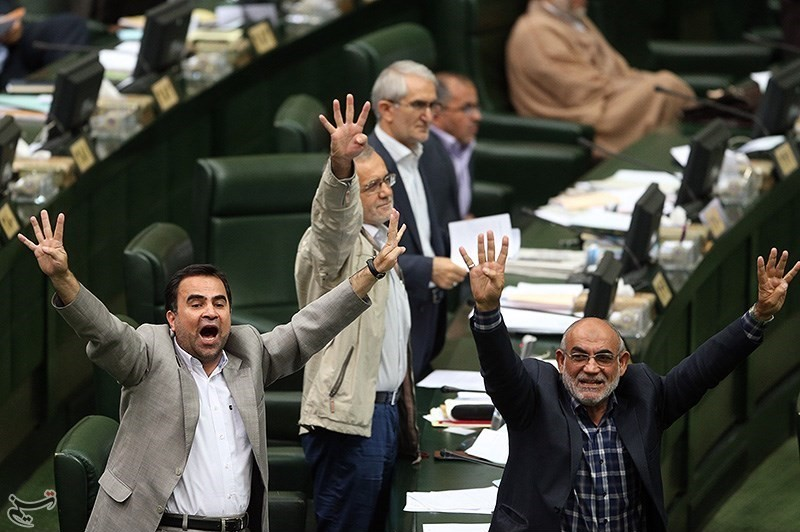
خوشحالی جمعی از نمایندگان از تصویب سریع و بدون بررسی پیشنهادها و تغییر طرح برجام در مجلس شورای اسلامی ایران
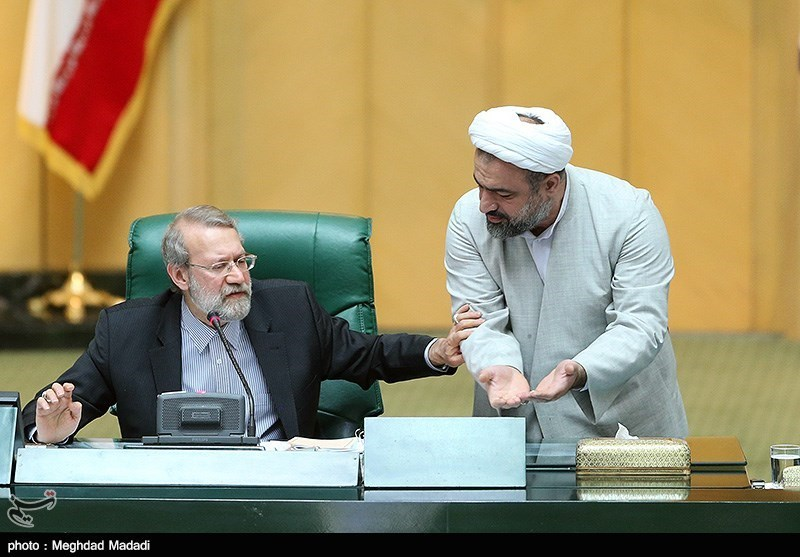
برخورد فیزیکی رئیس مجلس با نماینده معترض به تخلف وی از آیین نامه داخلی در جلسه بررسی تصویب برجام، ۲۱ مهر ۱۳۹۴
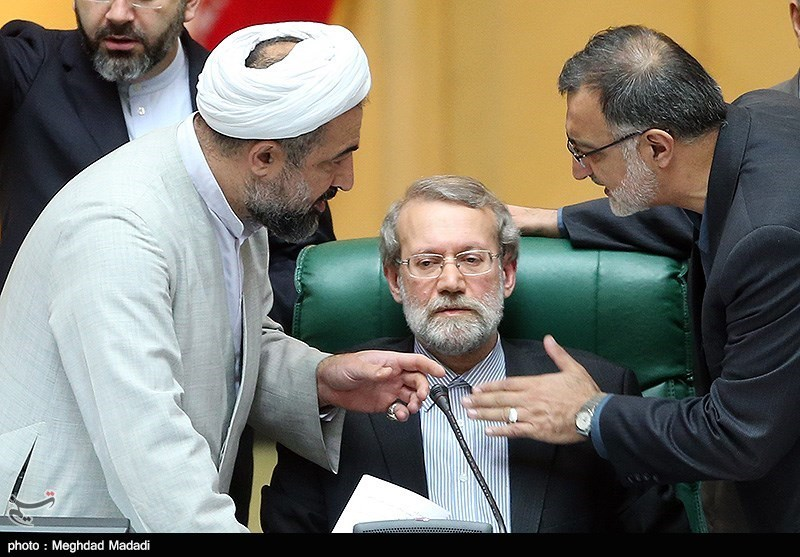
اعتراض دو نماینده مجلس به لاریجانی بعد از بررسی و تصویب ۲۰ دقیقه‌ای برجام

### مجلس دهم

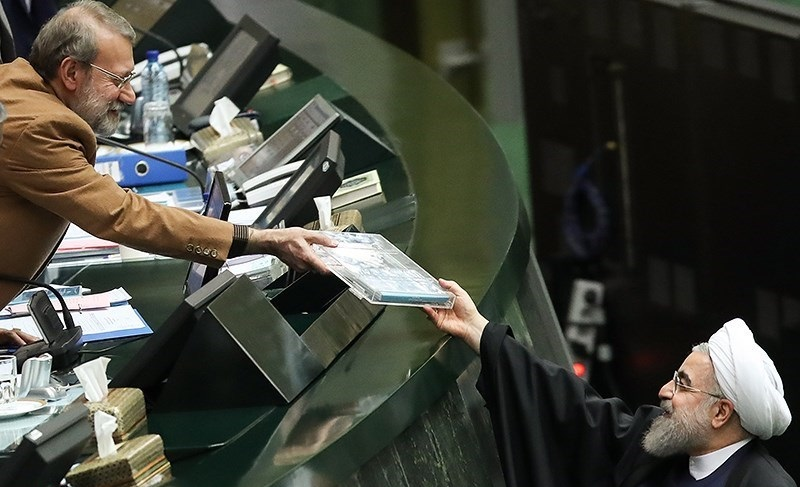
علی لاریجانی در مجلس دهم درحال دریافت بودجه سال ۹۶ از رئیس‌جمهور وقت، حسن روحانی

لاریجانی در انتخابات دوره دهم مجلس شورای اسلامی، به‌عنوان نامزد مستقل، اما با حمایت اصول‌گرایان میانه‌رو و گروهی از اصلاح‌طلبان، از حوزه انتخابیه قم شرکت کرد و با ریزش آراء نسبت به دوره نهم، پس از احمد امیرآبادی فراهانی، به‌عنوان نفر دوم از قم، به مجلس راه یافت. برخی معتقدند حمایت‌های ویژه او از دولت تدبیر و امید به‌ویژه در تصویب برجام و قرار گرفتن نام او در صدر لیست امید سبب اصلی کاهش آرای او در این دوره از انتخابات مجلس بوده است.
لاریجانی پس از آغاز بکار مجلس دهم، در رقابت با محمدرضا عارف و با کسب ۱۷۳ رای، از مجموع ۲۸۱ رای، به‌عنوان رئیس موقت مجلس دهم تعیین شد. در این رقابت، عارف نیز ۱۰۳ رای به دست آورد. او همچنین در انتخابات هیئت رئیسه دائمی مجلس دهم، با کسب ۲۳۷ رای، رئیس مجلس ماند. لاریجانی در دوره ریاست مجلس دهم، تصویب طرح‌ها و لوایح برای حمایت از کشاورزان، دامداران، قالی‌بافان، بیمه بیکاری، طرح هدفمند کردن یارانه‌ها و برنامه پنجم توسعه را در دستور کار قرار داد.
لاریجانی در یازدهمین دوره انتخابات مجلس شورای اسلامی ثبت نام نکرد.

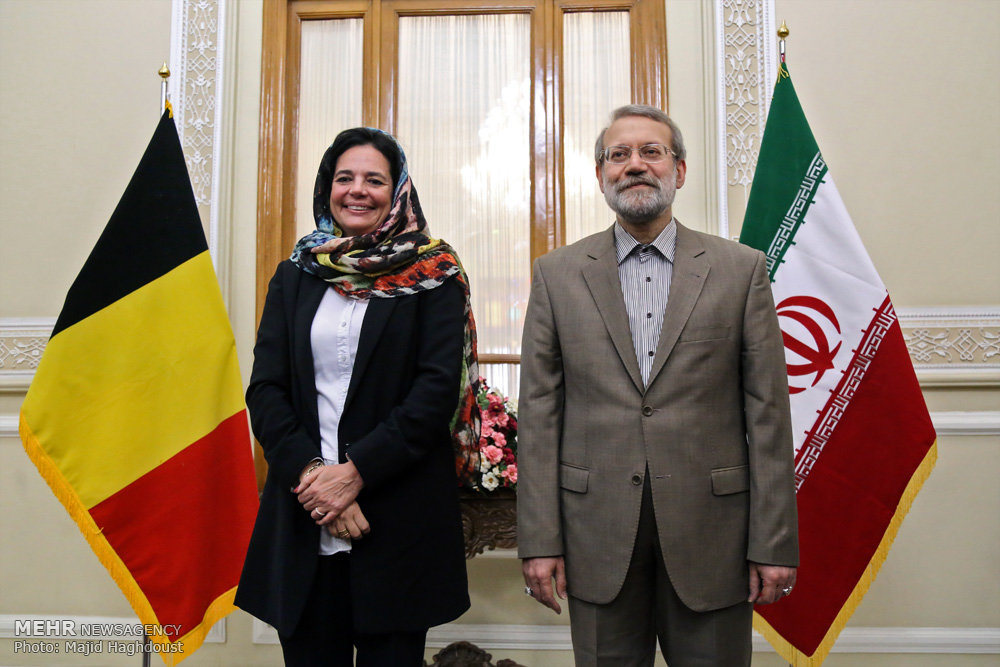
دیدار علی لاریجانی با کریستین دوفرین

## پس از مجلس
لاریجانی طی حکمی در ۸ خرداد ۱۳۹۹ به‌عنوان مشاور رهبری و عضو مجمع تشخیص مصلحت نظام منصوب شد.

### انتخابات ریاست‌جمهوری

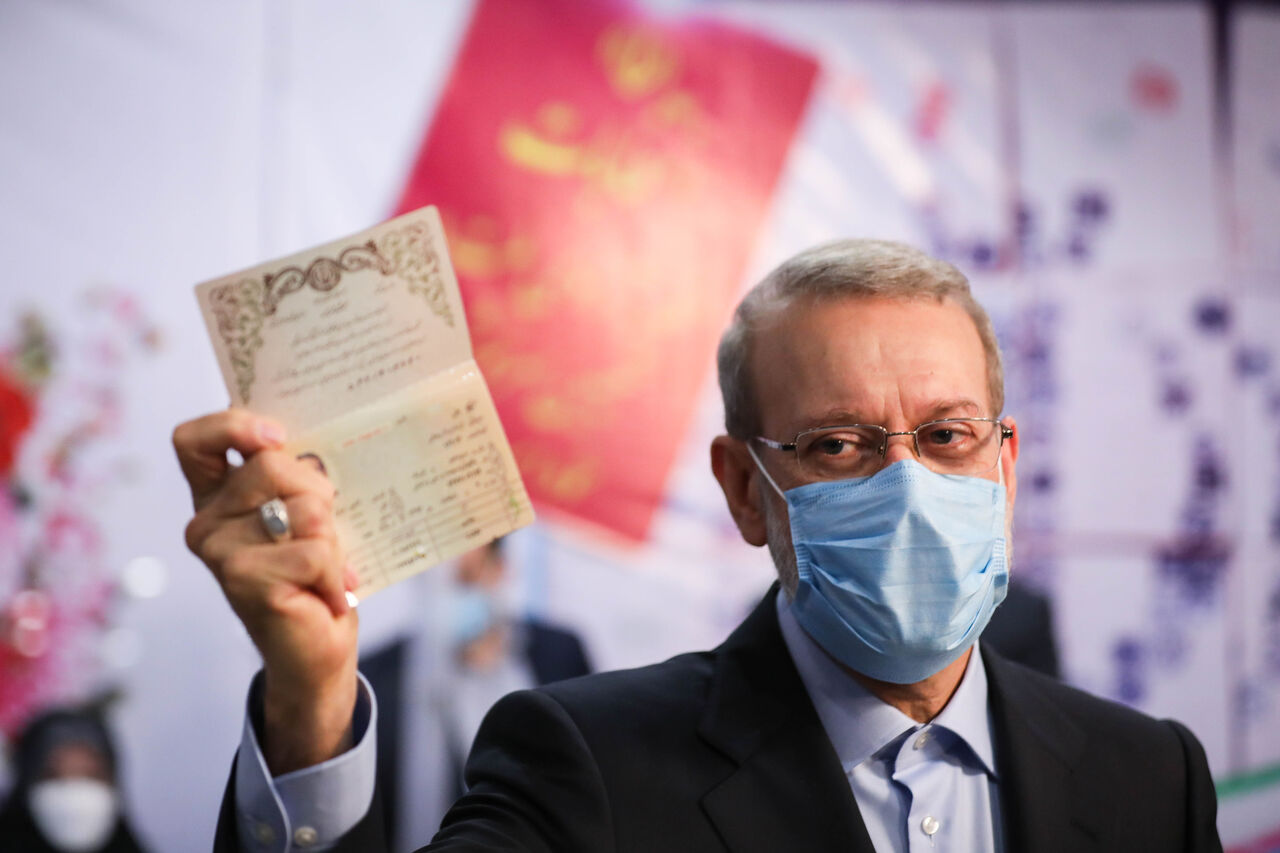
لاریجانی در حال ثبت‌نام در وزارت کشور

لاریجانی در ۲۵ اردیبهشت با حضور در وزارت کشور برای انتخابات ریاست‌جمهوری ۱۴۰۰ نامزد شد. او در صحبت‌های بعد از ثبت نام بیان کرد: «حوزه اقتصاد، نه پادگان است و نه دادگاه که با تشر و دستور اداره شود.» لاریجانی در نهایت توسط شورای نگهبان رد صلاحیت شد. و طبق بیانیه‌ای خبر داد بر حسب وظیفه کاندید شده بود و همچنین در ادامه گفت: «راضی به رضای الهی هستم.»
علی مطهری دربارهٔ رد صلاحیت او گفت «استناد به مصوبه شورای‌عالی امنیت ملی دربارهٔ اقامت یا تحصیل اقوام درجه یک مقامات عالی در کشورهای دیگر، پذیرفته نیست زیرا این شورا حق قانونگذاری ندارد. قانونگذار فقط مجلس است.». حسین مطهری درمورد حضور دختر علی لاریجانی در آمریکا گفت: «دختر عمه بنده خانم فاطمه لاریجانی فارغ‌التحصیل پزشکی دانشگاه تهران برای دورهٔ تخصص همراه با همسرش به آمریکا رفته؛ و نه تابعیت دارد نه اقامت. برای یک انتخابات، دین و شرافت خودمان و نفروشیم.» محمد مطهری نیز از خواهرزاده‌اش دفاع کرد «ویزای خواهرزاده‌ام خانم فاطمه لاریجانی در آمریکا ویزای کار از نوع H1 b است و امور دیگر مثل تابعیت و پاسپورت آمریکایی از جعلیات است.» و اینکه فاطمه لاریجانی پس از پایان تحصیل به ایران باز خواهد گشت. با این حال سیامک ره‌پیک قائم‌مقام دبیر شورای نگهبان گفت: «صرف اینکه بستگان درجه ۱ داوطلبی در خارج از کشور اقامت داشته باشند، نمی‌تواند دلیل عدم احراز باشد.» صادق لاریجانی، برادر علی لاریجانی که در آن زمان در شورای نگهبان عضویت داشت، در بیانیه‌هایی نسبت به این ردصلاحیت و اثرگذاری نهادهای امنیتی اعتراض کرد و مدتی بعد از عضویت در این شورا استعفا داد.

#### انتقاد خامنه‌ای به ردصلاحیت
در تاریخ ۱۴ خرداد ۱۴۰۰ و پیش از برگزاری انتخابات ریاست‌جمهوری سیزدهم، علی خامنه‌ای در انتقاد به رد صلاحیت‌ها بیان کرد که شورا نگهبان و مردم در شبکه‌های اجتماعی به بعضی نامزدها ظلم و جفا کرده‌اند و همچنین به آنها یا خانواده‌شان که خانواده‌های محترم، عفیف و عزیز بودند، نسبت‌های خلاف واقع داده شده است. خامنه‌ای در ادامه بیان کرد:
هنگام احراز صلاحیت، نسبت‌هایی به برخی داده‌شد یا به خودشان یا خانواده‌شان که واقعیت نداشت. گزارش‌های خلافی بود که بعد هم مشخص شد که خلاف است. گزارش‌های غلطی بود؛ بعد هم ثابت شد که خلاف است و متأسّفانه در فضای مجازی اینکه من می‌گویم فضای مجازی وِل و رها است همین است، بدون هیچ قید و بندی این چیزها را منتشر کردند. خواهشم این است و مطالبه‌ام از دستگاه‌های مسئول این است که جبران کنند. مواردی که یک گزارشی خلاف واقع داده شده مربوط به فرزند کسی، مربوط به خانوادهٔ کسی، بعد هم معلوم شده که خلاف واقع است، این را جبران کنند. حفظ آبروی افراد جزء بالاترین وظایف است. این خانواده محترم و عفیف، دچار مواجههٔ با یک چنین نسبت‌هایی شدند و به آن‌ها ظلم و جفا شد.

پس از انتقاد علی خامنه‌ای و بیان کردن ظلم و جفا شورا نگهبان و مردم در شبکه‌های اجتماعی به علی لاریجانی و همچنین محترم و عفیف بودن خانواده لاریجانی، علی لاریجانی ضمن تقدیر و تشکر از حمایت خامنه‌ای، در نامه به ایشان نوشت:
تذکر و مطالبه جنابعالی نیز در رفع ظلم و جفایی که در بررسی صلاحیت کاندیدهای ریاست‌جمهوری رخ داد؛ بزرگی و بزرگواری و روحیه حق‌طلبی را بیش از پیش عیان نمود. سپاسگزارم. بنده خدا، علی لاریجانی.
این درحالی است که در قانون اساسی جمهوری اسلامی، شورا نگهبان را دارای استقلال از هر مجموعه می‌داند.
مدت کوتاهی پس از انتقاد خامنه‌ای به رد صلاحیت‌ها و محترم شمردن خانواده‌های نامزدان، شورا نگهبان در بیانیه‌ای نوشت که گزارش‌های نادرست در نظریه نهایی شورای نگهبان مؤثر نبوده است و از گمانه‌زنی و استناد به امور غیرواقعی و نادرست اجتناب نمایند.
وی در تاریخ ۲۲ خرداد ۱۴۰۰ طی نامه‌ای به شورای نگهبان، درخواست دلیل ردصلاحیت خود را داد و سخنگوی شورای نگهبان در توئیتی نوشت: «احراز و عدم احراز صلاحیت داوطلبان ریاست‌جمهوری بر اساس اسناد و مدارک کافی و قابل اعتماد انجام پذیرفته و برای اعتراض به عدم احراز صلاحیت و انتشار عمومی دلائل آن در قانون انتخابات ریاست‌جمهوری حکمی پیش‌بینی نشده است.» لاریجانی مجدد خواستار دلایل رد صلاحیتش شد. در تاریخ ۲۵ خرداد ۱۴۰۰ در توئیتی در واکنش به اظهارات اعرافی، عضو شورای نگهبان نوشت: «آقای اعرافی گفته بودند دلایل عدم احراز صلاحیت کاندیداهای ریاست‌جمهوری به آنان به روشنی اعلام می‌شود. شورا نگهبان هیچ مطلبی را در مورد عدم احراز صلاحیت به اینجانب ارائه ننموده است.»
علی لاریجانی که پیشتر از شورا نگهبان دلیل ردصلاحیت خود را خواسته بود پس از دریافت نامه‌های شورا نگهبان، در یک نامه به‌صورت محرمانه ۳۰ صفحه‌ای برای سران سیاسی کشور ارسال کرده و مسائل مطرح شده را توضیح داد اما از انتشار عمومی این نامه برای افراد جلوگیری کرد. در ۲۷ آذر تصاویری از نامه شورای نگهبان به لاریجانی مبنی بر دلایل رد صلاحیت این داوطلب انتخابات ریاست‌جمهوری ۱۴۰۰ در شبکه‌های اجتماعی منتشر شد. در این نامه نوشته شده بود: «سهیم بودن رئیس سابق مجلس در بخش‌هایی از نابسامانی و وضع نامطلوب موجود در دولت دوازدهم، عدم رعایت اصل ساده زیستی، سفرهای متعدد علی لاریجانی به خارج از کشور از جمله اروپا و آمریکا و اقامت فرزند دیگرش در آمریکا، و اقامت و ادامه تحصیل برخی از منسوبان درجه یک وی در انگلیس، مداخله یکی از فرزندان لاریجانی در قراردادهای خدماتی و ساختمانی مجلس شورای اسلامی در زمان ریاستش بر مجلس، حمایت از افراد رد صلاحیت شده و دفاع از عملکرد آنها و به‌کارگیری برخی از آنان در مناصب تحت امر خود و مواضع سیاسی و اظهارات در موضوعات و مقاطع مختلف از جمله فتنه سال ۱۳۸۸.»
لاریجانی در ۱۱ خرداد ۱۴۰۳ با حضور در ستاد انتخابات کشور برای کاندیداتوری چهاردهمین دوره انتخابات ریاست‌جمهوری نام‌نویسی کرد اما باز هم رد صلاحیت شد.

### پس از انتخابات
لاریجانی در آبان ۱۴۰۳ هنگام افزایش تنش‌ها میان ایران و اسرائیل، به عنوان فرستاده ویژه خامنه‌ای به سوریه و لبنان رفت و در گفت‌گو با سایت رهبر جمهوری اسلامی ایران با شرط این که «ما به سمت بمب نمی‌رویم؛ شما هم شروط ما را بپذیرید» از دولت دوم دونالد ترامپ خواست تا بر سر برنامه هسته‌ای با ایران توافق کند. پس از آن حضور برجستهٔ لاریجانی در صحنه سیاسی بازتاب گسترده‌ای در رسانه‌ها داشت.
در ۱۷ آذر ۱۴۰۳، یعقوب رضازاده، عضو کمیسیون امنیت ملی مجلس، گفت که لاریجانی در بحبوحهٔ آفند ۲۰۲۴ اپوزیسیون سوریه در دمشق با بشار اسد دیدار داشته است.
لاریجانی اولین مقام ارشد ایرانی بود که به شرح و تحلیل جنگ ایران و اسرائیل پرداخت و گفت که اسرائیل در جریان جنگ ۱۲ روزه محل جلسه شورای عالی امنیت ملی را «کشف کرده بود» و می‌خواستند «با بمباران سران قوا را از بین ببرند اما موفق نشدند.» او همچنین گفت که در روز نخست حمله، تلفن تهدیدآمیز به او شده بود. لاریجانی در ۳۰ تیر ۱۴۰۴ به مسکو رفت. اسماعیل بقایی، سخنگوی وزارت خارجه، دربارهٔ این سفر گفت: «آقای لاریجانی به عنوان فرستاده ویژه رئیس‌جمهور حامل پیام و دیدگاه کلان جمهوری اسلامی ایران راجع به تحولات منطقه تحولات بین‌المللی و همین‌طور روابط دوجانبه بودند.» پس از چند روز گمانه‌زنی در ۱۴ مرداد ۱۴۰۴، او با حکم مسعود پزشکیان، رئیس‌جمهور، برای بار دوم دبیر شورای عالی امنیت ملی شد.

## دیدگاه‌ها

### ایران پیش از اسلام
به نوشتهٔ روزنامهٔ دانشگاه صنعتی شریف، وی که ریاست سازمان صدا و سیما را برعهده داشت، در سال ۱۳۸۲ طی سخنانی در دانشگاه صنعتی شریف گفت: «ایرانیان قبل از اسلام مردمانی کم سواد بودند و خود نیز علاقه داشتند بی‌سواد بمانند.» به نوشتهٔ این روزنامه، وی همچنین تمامی پیشرفت‌های فرهنگی و علمی ایرانیان قبل از اسلام را دروغ خوانده و اندک فعالیت‌هایی نظیر تأسیس دانشگاه دانشگاه علوم پزشکی جندی‌شاپور اهواز را حاصل تلاش عده‌ای از مسیحیان دانست. با این‌حال، او در مراسم اختتامیهٔ نمایشگاه بین‌المللی کتاب تهران ۱۳۸۸ در شرایطی که ریاست مجلس شورای اسلامی را بر عهده داشت، با اشاره به فرهنگ غنی ایرانی و اسلامی، گفت: «کشور ما قبل و بعد از دوران اسلام دارای تمدنی فرهنگی و ارزشمند است. از سنگ‌نوشته‌های قبل از اسلام برمی‌آید که ساختار سیاسی و اجتماعی ایران در آن زمان نیز مبتنی بر فرهنگ بود، در ساختار قدرت نیز از فرهنگ به‌عنوان یک رکن نام می‌بردند.»

### انتخابات ریاست‌جمهوری ۱۳۸۸

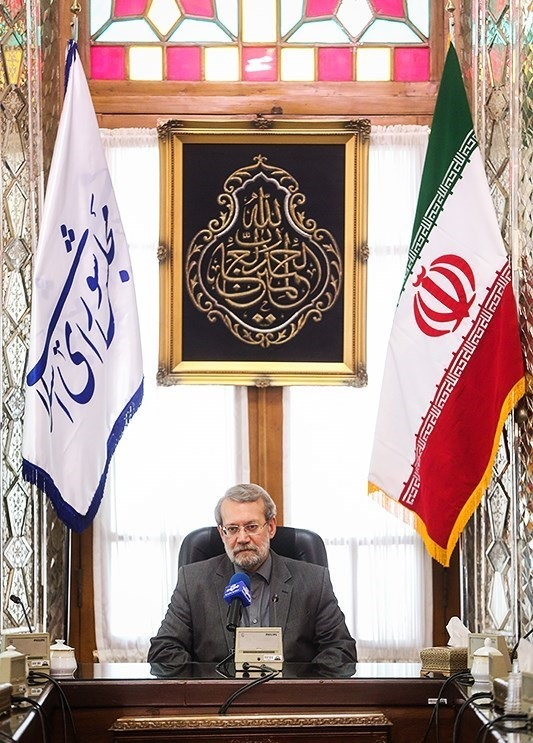
علی لاریجانی در دفترش، در مجلس شورای اسلامی

پس از حمله به دانشگاه و خوابگاه دانشجویان دانشگاه تهران، که در اعتراض به نتیجه انتخابات ریاست‌جمهوری سال ۱۳۸۸ رخ داد، علی لاریجانی کمیته ویژه‌ای برای تحقیق پیرامون این حوادث تشکیل داد. پارلمان نیوز، به نقل از کوچک‌زاده که از نمایندگان فراکسیون طرفدار محمود احمدی‌نژاد در مجلس بود، نوشت:
مسیر قانونی برای شکل‌گیری کمیته تحقیق طی نشده و البته نتایج تحقیق این کمیته هم به درد خود لاریجانی می‌خورد.
دویچه‌وله در خصوص عملکرد لاریجانی در زمان اعتراضات مردمی به نتیجه انتخابات سال ۱۳۸۸ نوشت:

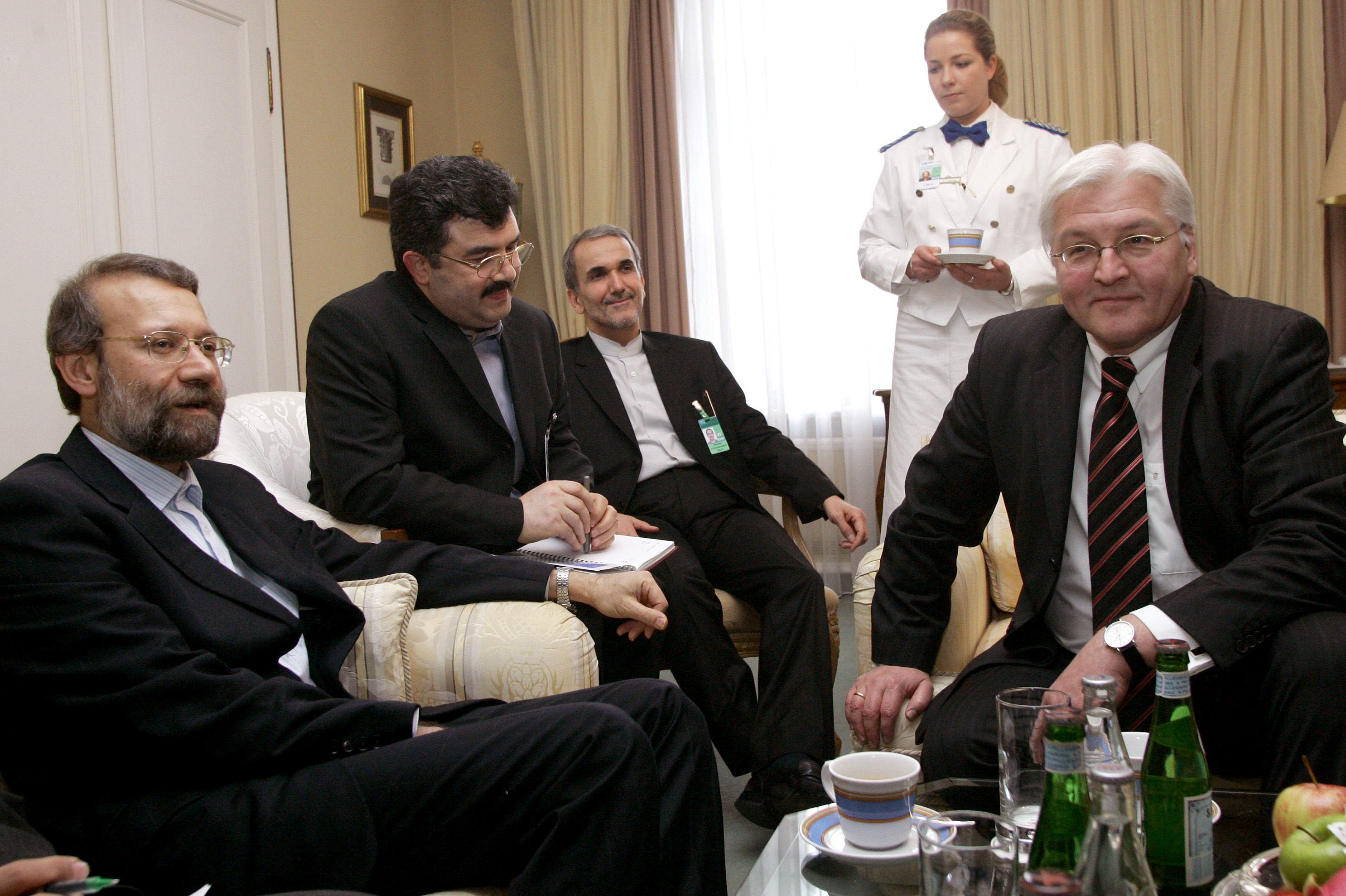
دیدار علی لاریجانی با فرانک والتر اشتاین‌مایر

علی لاریجانی در ماه‌های گذشته یکی از منتقدان سیاست‌های دولت احمدی‌نژاد بوده است. وی ابتدا به لایحه بودجه دولت انتقاد کرد و طرح هدفمند کردن یارانه‌ها را از آن زدود، سپس نامه‌هایی در اعتراض به قانون‌شکنی‌های دولت، به احمدی‌نژاد نوشت و سرانجام در آستانه انتخابات ریاست‌جمهوری، حاضر به پشتیبانی از وی نشد. لاریجانی پس از برگزاری انتخابات نیز، هنگامی که سرکوب معترضان آغاز شد، خواستار رسیدگی به شکایات نامزدها گردید.

### برجام
علی لاریجانی با تلاش خود در جایگاه ریاست مجلس نهم، توانست طرح اجرایی برنامه جامع اقدام مشترک را در زمانی کوتاه، در مجلس تصویب نماید. تصویب برجام به‌عنوان یکی از مهم‌ترین سندهای بین‌المللی ایران تنها در مدت ۲۰ دقیقه در مجلس با فشار وی، انتقادات بسیار گسترده‌ای را در پی داشت و منتقدان معتقد بودند که نمایندگان مجلس به نمایندگی از مردم باید موارد ضعف در برجام را اصلاح و سپس تصویب می‌کردند. وی در مصاحبه‌ای با روزنامه هفت صبح، دربارهٔ برجام گفت:
برجام در کل به نفع ملت و کشور است.

### شورای نگهبان
لاریجانی در مصاحبه‌ای با خبرگزاری فرارو، در مورد رد صلاحیت‌های شورای نگهبان، پیش از انتخابات مجلس دهم گفت:
«مردم نباید احساس کنند دستگاهی به‌صورت سازمان‌یافته در انتخابات دخالت می‌کند، چون کاندیداها یک حقوقی دارند که باید رعایت شود. کاندیداها نباید تهدید شوند که اگر چنین حرفی بزنید ردصلاحیت می‌شوید.»
لاریجانی در این دوره از انتخابات مجلس، در فهرستی تحت عنوان؛ جامعتین و نیز در لیست امید حضور داشت. وی در انتخابات مجلس دهم نیز در جایگاه دوم قرار گرفت و به‌عنوان نماینده قم، راهی مجلس شد.

## گرایش سیاسی
لاریجانی در دولت پنجم به‌عنوان عضو جمعیت مؤتلفه اسلامی حضور داشت. مهدی مسلم در کتاب جناح‌بندی‌های سیاسی ایرانِ پساخمینی که در سال ۲۰۰۲ منتشر کرد، لاریجانی را عضو مؤتلفه اسلامی و متعلق به جناح راست سنتی دانسته است. پیام محسنی پژوهشگر اندیشکده بلفر، لاریجانی را در کنار سید محمود هاشمی شاهرودی و محمدرضا مهدوی کنی از چهره‌های شاخص جناح راست مذهبی برشمرده است.
او یکی از رهبران ائتلاف فراگیر اصول‌گرایان در انتخابات مجلس هشتم و نیز جبهه متحد اصول‌گرایان در انتخابات مجلس نهم بوده و در مجلس نهم، هدایت فراکسیون رهروان ولایت را برعهده داشت. در جریان انتخابات مجلس دهم، جامعه مدرسین حوزه علمیه قم از وی حمایت کرد اما نام او در فهرست انتخاباتی ائتلاف بزرگ اصول‌گرایان قرار نگرفت. همچنین از سوی فهرست امید مورد حمایت قرار گرفت اما خود را مستقل یاد کرد. مرتضی حاجی معتقد است حمایت لاریجانی از دولت حسن روحانی و برنامه جامع اقدام مشترک باعث تضعیف جایگاه وی نزد اصول‌گرایان شده است. با این حال لاریجانی همچنان خود را یک اصول‌گرا می‌داند.
برخی افراد از وی با تعابیری نظیر «اصول‌گرای اعتدالی» و «یک سیاستمدار راست میانه که به آرامی در حال فاصله گرفتن از اردوگاه اصول‌گرایان است» نیز یاد شده است. لاریجانی برای انتخابات ریاست‌جمهوری سیزدهم با حمایت جبهه اصلاحات ایران برای انتخابات کاندیدا شد.

## زندگی شخصی
علی لاریجانی در سن ۲۰ سالگی، با فریده مطهری، دختر مرتضی مطهری ازدواج کرد. وی دارای ۴ فرزند است.
به نوشته واشینگتن تایمز در سال ۲۰۱۸، فاطمه لاریجانی در حال تحصیل در دوره رزیدنسی پزشکی داخلی، در بیمارستان‌های دانشگاهی کلیولند در آمریکاست.
در ۱۴ فروردین ۱۳۹۹، علی لاریجانی به بیماری کروناویروس مبتلا شد و تحت قرنطینه قرار گرفت.

## تاریخچه انتخاباتی
| سال  | انتخابات          | رای       | درصد  | رتبه | نتیجه     |
| ---- | ----------------- | --------- | ----- | ---- | --------- |
| ۱۳۸۴ | ریاست‌جمهوری ایران | ۱٬۷۱۳٬۸۱۰ | ۵٫۸۳  | ششم  | شکست      |
| ۱۳۸۶ | مجلس شورای اسلامی | ۲۳۹٬۴۳۶   | ۷۳٫۰۱ | اول  | پیروزی    |
| ۱۳۹۰ | مجلس شورای اسلامی | ۲۷۰٬۳۸۲   | ۶۵٫۱۷ | اول  | پیروزی    |
| ۱۳۹۴ | مجلس شورای اسلامی | ۱۹۱٬۳۲۹   | ۴۰٫۳۱ | دوم  | پیروزی    |
| ۱۴۰۰ | ریاست‌جمهوری ایران | —         | —     | —    | رد صلاحیت |
| ۱۴۰۳ | ریاست‌جمهوری ایران | —         | —     | —    | رد صلاحیت |